# Esmeraldo Barreto de Farias

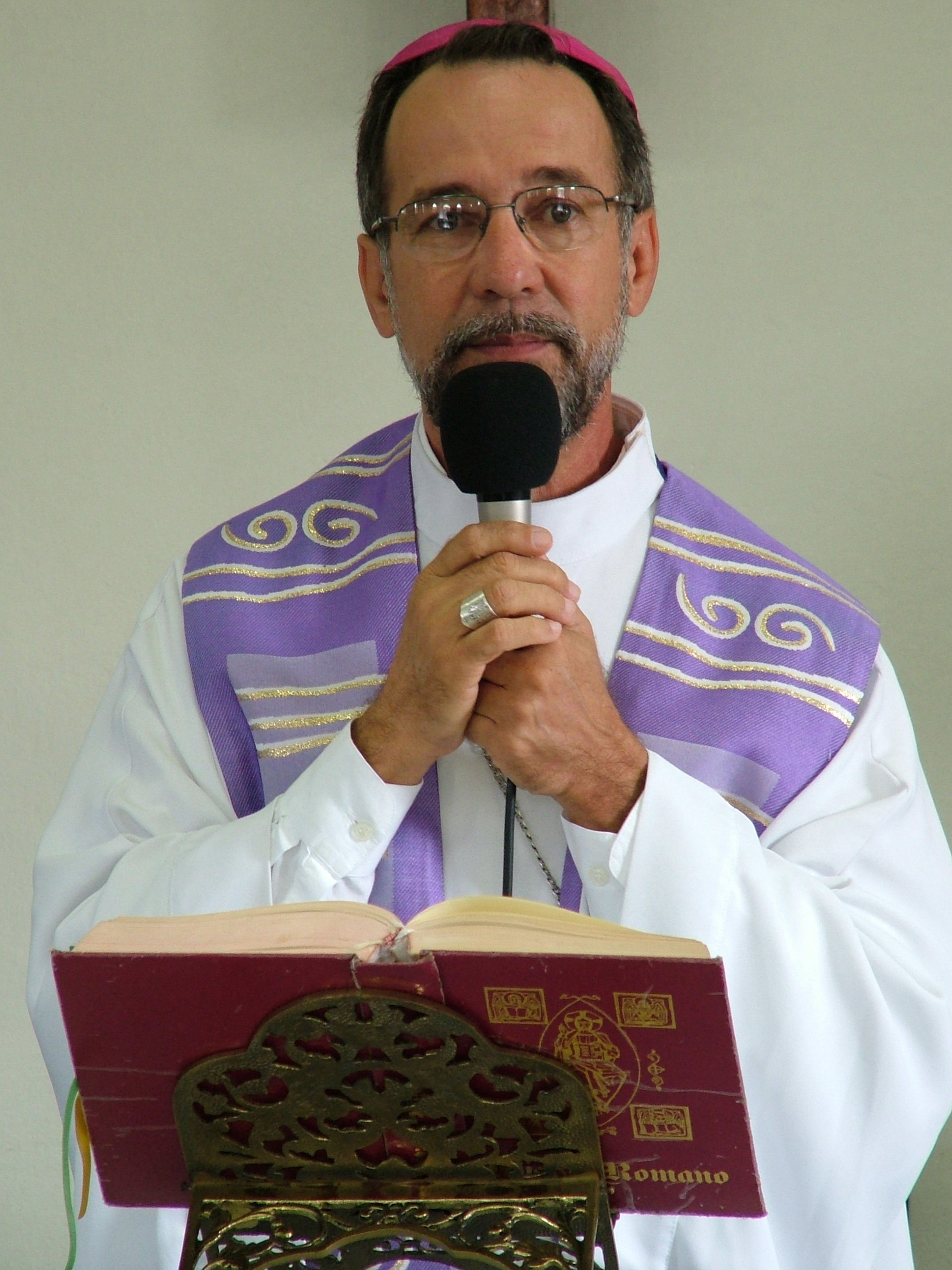
Erzbischof Esmeraldo Barreto de Farias

Esmeraldo Barreto de Farias IdP (* 4. Juli 1949 in Santo Antônio de Jesus, Bahia) ist ein brasilianischer Geistlicher und emeritierter römisch-katholischer Bischof von Araçuaí.

## Leben
Esmeraldo Barreto de Farias studierte Philosophie an der Universidade Federal de Minas Gerais in Belo Horizonte und Katholische Theologie am Theologischen Institut der Katholischen Universität von Salvador. Er trat dem Säkularinstitut Istituto del Prado bei und empfing am 9. Januar 1977 die Priesterweihe.
Nach der Priesterweihe war Esmeraldo Barreto de Farias zunächst als Pfarrvikar in verschiedenen Pfarreien tätig. Später war er Koordinator für die Pastoral im ländlichen Raum, Spiritual am Priesterseminar in Amargosa, nationaler Koordinator der Priester des Istituto del Prado und Diözesanadministrator des Bistums Amargosa.
Papst Johannes Paul II. ernannte ihn am 22. März 2000 zum Bischof von Paulo Afonso. Der Bischof von Amargosa, João Nílton dos Santos Souza, spendete ihm am 11. Juni desselben Jahres die Bischofsweihe; Mitkonsekratoren waren Jairo Rui Matos da Silva, Bischof von Bonfim, und André de Witte, Bischof von Ruy Barbosa. Als Wahlspruch wählte er LEVANTA-TE E ANDA.
Papst Benedikt XVI. ernannte ihn am 28. Februar 2007 zum Bischof von Santarém. Am 30. November 2011 wurde er zum Erzbischof von Porto Velho ernannt.
Am 18. März 2015 ernannte ihn Papst Franziskus zum Weihbischof in São Luís do Maranhão und zum Titularbischof von Summula. Papst Franziskus berief ihn am 18. November 2020 zum Bischof von Araçuaí. Die Amtseinführung erfolgte am 6. Februar 2021.
Papst Franziskus nahm am 30. April 2024 seinen kurz vor dem Erreichen der Altersgrenze für Bischöfe eingereichten Rücktritt an.